# Andinaphis paradoxa
Andinaphis paradoxa är en insektsart som först beskrevs av Mier Durante, Ortego och Nieto Nafría 1997.  Andinaphis paradoxa ingår i släktet Andinaphis och familjen långrörsbladlöss. Inga underarter finns listade i Catalogue of Life.